# Harry Haslam (hockeyer)
Harry Eustace Haslam (Aston, 7 februari 1883 – Ilford, 7 februari 1955) was een Brits hockeyer.
Met de Britse ploeg won Haslam de olympische gouden medaille in 1920.

## Resultaten
- 1920  Olympische Zomerspelen in Antwerpen